# 15 Year Killing Spree
15 Year Killing Spree är en samlingsbox av det amerikanska death metal-bandet Cannibal Corpse, utgivet den 4 november 2003 av Metal Blade Records.
Boxen innehåller tre cd-skivor, en DVD-skiva, en serietidning, en poster samt ett häfte med bandets historia. DVD:n innehåller "Behind the Scenes"-tagningar av bandet när de spelar in skivorna "Eaten Back To Life" och "Butchered at Birth".

## Låtlista

### CD 1
1. "Shredded Humans" – 5:11
2. "Put Them to Death" – 1:48
3. "Born In a Casket" – 3:19
4. "A Skull Full of Maggots" – 2:06
5. "Gutted" – 3:15
6. "Covered With Sores" – 3:17
7. "Vomit The Soul" – 4:30
8. "Hammer Smashed Face" – 4:04
9. "Addicted to Vaginal Skin" – 3:32
10. "The Cryptic Stench" – 3:58
11. "Staring Through The Eyes of The Dead" – 3:30
12. "Stripped, Raped and Strangled" – 3:27
13. "The Pick-Axe Murders" – 3:03
14. "The Bleeding" – 4:20
15. "Zero The Hero" – 6:35

### CD 2
1. "Devoured by Vermin" – 3:12
2. "Disfigured" – 3:49
3. "Monolith" – 4:25
4. "I Will Kill You" – 2:48
5. "Sentenced to Burn" – 3:07
6. "Gallery of Suicide" – 3:56
7. "Dead Human Collection" – 2:30
8. "The Spine Splitter" – 3:10
9. "Pounded Into Dust" – 2:17
10. "I Cum Blood (live)" – 4:06
11. "Fucked With A Knife (live)" – 2:27
12. "Unleashing The Bloodthirsty (live)" – 4:15
13. "Meathook Sodomy (live)" – 5:16
14. "Savage Butchery" – 1:51
15. "Pit of Zombies" – 3:59
16. "Sanded Faceless" – 3:52
17. "Systematic Elimination" – 2:52

### CD 3

#### '89 Demo
1. "A Skull Full of Maggots" – 2:25
2. "The Undead Will Feast" – 3:01
3. "Scattered Remains, Splattered Brains" – 2:41
4. "Put Them to Death" – 1:53
5. "Bloody Chunks" – 2:26

#### Created to Kill Sessions
1. "Unburied Horror" – 3:28
2. "Mummified In Barbed Wire" – 3:07
3. "Gallery of The Obscene" – 3:37
4. "To Kill Myself" – 3:41
5. "Bloodlands" – 4:29
6. "Puncture Wound Massacre" – 1:43
7. "Devoured by Vermin" – 3:11

#### Gallery of Suicide Demo
1. "Chambers of Blood" – 4:10
2. "Dismembered and Molested" – 1:57
3. "Gallery of Suicide" – 3:58
4. "Unite The Dead" – 3:04
5. "Crushing The Despised" – 1:50
6. "Headless" – 2:26

#### Cover Songs
1. "Bethany Home (A Place to Die)" – 3:19
2. "Endless Pain" – 3:10
3. "Behind Bars" – 2:19

### DVD

#### First live Cannibal Corpse show 1989
1. "Scattered Remains, Splattered Brains"
2. "The Undead Will Feast"
3. "Escape the Torment"
4. "Bloody Chunks"
5. "Enter at Your Own Risk"
6. "Put Them to Death"
7. "A Skull Full of Maggots"

#### "Butchered at Birth" studio footage 1991
1. "Drum Sessions & Bass Guitar Overdub"

#### "Cannibal Corpse Eats Moscow Alive" 1993
1. "Shredded Humans"
2. "The Cryptic Stench"
3. "Meathook Sodomy"
4. "Edible Autopsy"
5. "I Cum Blood"
6. "Gutted"
7. "Entrails Ripped from a Virgin's Cunt"
8. "Beyond The Cemetery"
9. "A Skull Full of Maggots"

#### Live at The Palace, Hollywood, CA 2002
1. "From Skin to Liquid"
2. "Savage Butchery"
3. "Devoured by Vermin"
4. "Stripped, Raped and Strangled"
5. "Disposal of The Body"
6. "Pounded Into Dust"
7. "Addicted to Vaginal Skin"
8. "Meathook Sodomy"
9. "Pit of Zombies"
10. "Hammer Smashed Face"